# NGC 5146
NGC 5146 é uma galáxia elíptica (E-S0) localizada na direcção da constelação de Virgo. Possui uma declinação de -12° 19' 24" e uma ascensão recta de 13 horas, 26 minutos e 37,4 segundos.
A galáxia NGC 5146 foi descoberta em 9 de Maio de 1784 por William Herschel.